# Az eschnapuri tigris (film, 1938)
Az eschnapuri tigris, más magyar írásmóddal Az esnapuri tigris, (németül: Der Tiger von Eschnapur), egy 1938-ban bemutatott fekete-fehér német romantikus kalandfilm, Richard Eichberg rendezésében, La Jana, Philip Dorn (Frits van Dongen néven) és Gustav Diessl főszereplésével. Ennek folytatása (második része) A hindu síremlék. Mindkettőt 1937-ben a Brit-Indiában forgatták, Udaipur és Mysore (Majszúr) városokban, az udaipuri maharadzsa aktív támogatásával. A monumentális filmprodukció látványosan mutatja be a korabeli India egzotikus színhelyeit és az uralkodó társadalmi kaszt életének körülményeit.
A kétrészes film második részét ugyanabban az évben, 1938-ben A hindu síremlék (Das indische Grabmal) címen mutatták be, azonos szereplőkkel. A film alapját Thea von Harbou (1888–1954) írónő 1919-ben kiadott regénye, A hindu síremlék (Das indische Grabmal) adja. A film forgatókönyvét Arthur Pohl, Hans Klaehr és a rendező Richard Eichberg írta.
Thea von Harbou regényét először 1921-ben filmesítették meg, kétrészes fekete-fehér némafilmen, Joe May rendezésében. Az 1921-es forgatókönyvet maga az írónő és Fritz Lang írták. Az 1938-as Eichberg-féle változatot követően, 1959-ben a Hollywoodból hazatért Fritz Lang újabb, színes kétrészes német filmváltozatot forgatott, amely azonban az 1938-as film világsikerét nem tudta felülmúlni.

## Cselekmény
A történet középpontjában négy személy áll: Csandra (Chandra), Esnapur (Eschnapur) maharadzsája; Szíta (Sitha), a felesége, Esnapur maharánija, egykori táncosnő; és Szása Demidov (Sascha Demidoff) orosz kalandor, Szíta egykori titkos szeretője, valamint Ramigani herceg, Csandra unokafivére. Csandra őszintén szereti szép feleségét, de nem tud korábbi, Szásával folytatott viszonyáról. Ramigani herceg is szerelmes Szitába, és keresi a módját, hogy leválassza őt a maharadzsáról.
Három orosz kalandor, Szása Demidov és a két Borogyin-fivér, Fjodor és Misa (Mischa) az indiai dzsungelben élnek. Nincs elég pénzük, hogy visszajussanak Európába. A két Borogyin-fivér azt tervezi, hogy megtámadják Szása régi szeretőjét, Szítát, a táncosnőből lett gazdag maharánit, és elrabolják vagyont érő ékszereit. Szása, aki most is szerelmes Szítába, szembeszáll társaival: Fjodort Szása lelövi, Misa megsebesíti Szását, aki a dzsungelbe menekül a rá vadászó Misa elől.
Esnapurban a maharadzsának jelentik, hogy egy tigris megölt egy kisgyermeket. A maharadzsa nagy kísérettel, elefántháton tigrisvadászatra indul. Egy éjjel a dzsungelben egy tépett ruhájú, sebesültnek látszó európai férfira bukkannak, aki orosz grófnak mondja magát, valójában Szása az, aki így akar ismét Szíta közelébe jutni, egyrészt hogy titokban figyelmeztesse őt Misa Borogyin gonosz szándékára, másrészt hogy felszítsa régi szerelmüket. A maharadzsa meghívja a „grófot” a palotájába. Ramigani herceg jó érzékkel megsejti, hogy az orosz „gróffal” valami nem stimmel.
A palotába megérkezik Emil Sperling német építész, hogy bemutassa a maharadzsának a Fürbringer építész iroda pályázatát egy tervezett esnapuri duzzasztógát építéséről. A sokat fecsegő, komikus megjelenésű Sperling igyekszik támogatást szerezni a pályázat elnyeréséhez, de hiába próbálkozik, nem sikerül bejutnia sem a maharadzsához, sem Ramigani herceghez. Dolgavégezetlenül visszautazik Berlinbe.
Az emberevő tigrist a vadászok sikeresen befogják, és a palotában erős rácsok mögé zárják. A vadászat utáni fogadáson Szita megpillantja férje vendégét, az „orosz grófot”. Felismeri Szását, és láthatóan felzaklatva, idő előtt visszavonul a fogadásról. Megérkezik azonban Misa Borogyin, akit a gyanakvó Ramigani herceg hívott meg a palotába. Misa leleplezi Szását, a hamis grófot, és megvádolja, hogy megölte és kirabolta bátyját, Fjodort. Zűrzavar alakul ki, Szása elmenekül a fogadóteremből. Besurran Szíta lakosztályába, és könyörög az asszonynak, hogy szökjenek el együtt, de Szíta nem akarja elhagyni férjét. Ramigani, Csandra és a palotaőrség rájuk tör és ölelkezve találja őket. Szását megpróbálják elfogni, de kivágja magát. Menekülés közben megöli a ráküldött emberevő tigrist is, majd az ablakból a folyóba ugorva elmenekül a palotából.
Szíta és Szása eltitkolt közös múltja kiderült. A maharánit idegen férfi karjaiban találták, az asszony ezzel megsértette férje becsületét, és kegyvesztetté vált. Ramigani herceg megpróbálja rábeszélni Csandrát, végleg taszítsa el magától Szítát, hogy ő maga szerezhesse meg az asszonyt. Csandra azonban csak palotafogságra ítéli feleségét. A városban bujkáló Szása rábeszéli Szíta hűséges komornáját, Myrrhát, hogy vigyen bizalmas üzenetet úrnőjének. Szíta megszökik Szásával. A sértett maharadzsa és Ramigani herceg mozgósítják titkosügynökeiket, és azonnal a szökevények nyomába erednek. Az egész világon át utazva üldözik őket. A két szerelmes sehol sem maradhat hosszabb ideig, a maharadzsa ügynökei előbb-utóbb megtalálják őket, és értesítik urukat. Végül Berlinbe érkeznek, álnéven, nyomukban üldözőikkel.
Berlinben él és dolgozik Peter Fürbringer építészmérnök, akinek menyasszonya, Irene Traven mindenáron el akarja érni, hogy az esnapuri duzzasztógát megépítésére az ő jövendőbelije kapjon megbízást. A nő mindenre elszántan belopódzik a maharadzsa szállodai lakosztályába. Újságírónak hazudja magát, de a beszélgetés során Csandra felismeri Irene valódi szándékait. A maharadzsát elbűvöli a nő elszántsága, és elfogadja a vacsorameghívást a Fürbringer-házba, itt megismerkedik az építésszel, valamint Emil Sperlinggel és feleségével, Lottéval. A megbeszélés nyomán Csandra kiadja a megbízást Fürbringernek, megemlítve, hogy igen sokat köszönhet Irene közbenjárásának. Fürbringer nem tudott Irene önfejű akciójáról, felébred benne a féltékenység és hűtlenséggel vádolja menyasszonyát. Csandra emberei, akik tűvé tették Berlint Szása és Szíta után kutatva, ekkor jelentik uruknak, hogy megtalálták őket: Szíta másnap este a Winterpalais színházában álnéven egy nagy táncbemutató főszereplője lesz. Csandra és Ramigani sietve elhagyják a kellemetlen veszekedés színhelyét.
Másnap este a színházi díszelőadáson a maharadzsa meghívására ott ül Irene Traven, Emil Sperling és felesége, Lotte. A büszkeségében sértett Fürbringer nem tudja megemészteni, hogy a megbízást nem egyedül saját érdemeinek köszönheti, a meghívás ellenére távol maradt. A parádés indiai tánccsoportok látványos bemutatói után Szíta, indiai templomi táncosnő alakjában elbűvöli a közönséget egzotikus szólótáncával. Az öltözőjébe visszatérő asszonyt a maharadzsa emberei várják. Felszólítják, szálljon be a rá várakozó autóba, hogy visszavigyék Indiába, férje utasítása szerint. A folytonos menekülésbe belefáradt Szása megtörten engedelmeskedik.   
Szása későn érkezik, az ügynökök útját állják. A verekedésben fellöknek egy gyertyatartót, a színház tűzbe borul. Csandra még megkapja a jelentést, hogy Szítát autóval útnak indították, de neki is menekülnie kell a lángoló színházból. Az általános pánikban Irene eltéveszti a kijáratot és halálos veszélybe kerül. Csandra visszarohan az utcáról a lángoló házba, hogy Irenét kimentse. Egy perccel később ér oda Fürbringer, akit Sperling riasztott telefonon. Csandra kihozza az eszméletlen Irenét, és átadja Fürbringernek. A maharadzsának ekkor jelentik, hogy Szása megtámadta az autót, kiszabadította és ismét megszöktette Szítát. Az üldözés tehát újra kezdődik. A lángoló színház előtt Csandra megerősíti a Fürbringernek adott megbízást, kiegészítve azzal, hogy a duzzasztógát megépítése előtt még egy nagyszerű síremléket is meg kell építenie, egy mindennél nagyobb szerelem emlékezetére… (A cselekmény A hindu síremlék c. filmben folytatódik).

## Szereposztás
A filmhez nem készült magyar hangszinkron, az indiai szerepnevek magyar és német írásmóddal is szerepelnek.
| Szerep                                                | Színész                              |
| ----------------------------------------------------- | ------------------------------------ |
| Chandra (Csandra), Eschnapur maharadzsája             | Philip Dorn (Frits van Dongen néven) |
| Sitha (Szíta), Eschnapur maharánija, Chandra felesége | La Jana                              |
| Ramigani herceg                                       | Alexander Golling                    |
| Sascha Demidoff (Szása Demidov), orosz kalandor       | Gustav Diessl                        |
| Mischa Borodin (Misa Borogyin), orosz kalandor        | Harry Frank                          |
| Peter Fürbringer, német építész                       | Hans Stüwe                           |
| Irene Traven, Fürbringer menyasszonya                 | Kitty Jantzen                        |
| Emil Sperling, Fürbringer munkatársa                  | Theo Lingen                          |
| Lotte Sperling, Emil felesége                         | Gisela Schlüter                      |
| Dr. Putri, a maharadzsa udvari orvosa                 | S. O. Schoening                      |
| Myrrha, a maharáni komornája                          | Rosa Jung                            |

## Felújítás
A film kópiáinak többsége elpusztult, megsérült. A gyártást finanszírozó udaipuri maharadzsa gyűjteményében megőrzött példány alapján 2020–2022 között a Német Filmintézet csúcstechnológiával digitálisan felújított, feljavított változatot készített, amely a 2022-es európai Film Maraton programok keretében került bemutatásra. Magyarországon 2022 szeptemberében, az 5. Budapesti Klasszikus Film Maraton programjában, a Francia Intézetben mutatták be, folytatásával, A hindu síremlékkel együtt, eredeti német nyelven, többnyelvű feliratozással.

## További információ
- Az eschnapuri tigris az Internet Movie Database-ben (angolul)
- Az eschnapuri tigris a Box Office Mojón (angolul)
- Le tigre du Bengale (1938) (francia nyelven). AlloCiné.fr
- Der Tiger von Eschnapur. Deutschland 1937/1938 Spielfilm (német nyelven). Filmportal.de
- Ellen Harrington: Budapesti Klasszikus Film Maraton. Mesék Indiából. Az eschnapuri tigris. A Deutsches Filminstitut & Filmmuseum igazgatójának ajánlója. Nemzeti Filmintézet (NFI.hu), 2022. 09
- Ellen Harrington: Budapesti Klasszikus Film Maraton. Mesék Indiából. A hindu síremlék. A Deutsches Filminstitut & Filmmuseum igazgatójának ajánlója. Nemzeti Filmintézet (NFI.hu), 2022. 09
- https://www.franciaintezet.hu/hu/cikkek/programok/mozi/marathon-2022-hu.html Vetítés a francia intézetben, 2022 szept.
- szerk.: Thomas Kramer: Lexikon des deutschen Films (német nyelven). Büchergilde Gutenberg, 157-. o. (1995). ISBN 978-3-763244256
- Christa Bandmann, Joe Hembus. Klassiker des deutschen Tonfilms 1930–1960 (német nyelven). München: Citadel / Gütersloh : Bertelsmann, 111-. o. (1980). ISBN 978-3-442102075